# DESOXY
DESOXY (4-метил-3,5-диметоксифенэтиламин) — психоделический фенэтиламин, аналог мескалина. Впервые был синтезирован американским биохимиком А. Шульгиным.

## Наименование
Данное химическое соединение по своей структуре схоже с мескалином и отличается от него лишь удалённым атомом кислорода в пара-положении бензольного кольца. По этой причине А. Шульгин дал ему название 4-дезоксимескалин (в переводе книги 2003 года издательства Ультра.Культура используется неверная транслитерация с английского «4-десоксимескалин»), сокращённо DESOXY (дезокси). По правилам номенклатуры ИЮПАК, приставка «дезокси-» означает удалённый атом кислорода.

## Дозировка
В PiHKAL указана дозировка 40—120 мг с продолжительностью действия 6—8 часов.

## Психические расстройства
У Энн Шульгиной 40 мг DESOXY вызвали длительное расстройство восприятия — она находилась в изменённом состоянии сознания целую неделю после выведения вещества из организма. Сохранялся мидриаз (расширенные зрачки), утратился сексуальный интерес. Психически она ощущала непрерывный поток мыслей и образов, испытывала «замешательство» (англ. discombobulation) и «диссоциацию» (наблюдала за своими действиями со стороны, будто кинокамера), также возникали спонтанные осознанные сновидения.
Энн обратилась за помощью к психологу Адаму Фишеру, рассказав ему о своём изменившемся восприятии:

«Я живу во вселенной, проникнутой каким-то холодным разумом, который за всем наблюдает и всё запоминает и которому не свойственны никакие чувства. Очень может быть, что это и есть Бог, хотя на самом деле я так не считаю, но я не знаю, что это может быть в таком случае, потому что он повсюду и я не могу оторваться от него. Я решила, что не приму его. Я знаю, это звучит нелепо, но именно так я себя чувствую.»
Оригинальный текст (англ.)“I’m living in a universe that is full of some kind of cold intelligence that watches and records everything and has no feelings at all, and it may very well be the truth of what God is, although I don’t really think so, but I don’t know what else it could be, because it’s everywhere and I can’t get away from it. I’ve decided I’m not going to accept it. I know that sounds ridiculous, but that’s the way I feel.”
— PiHKAL («Фенэтиламины, которые я знал и любил»)

## Правовой статус
В США оборот 4-дезоксимескалина запрещён в соответствии с федеральным актом об аналогах в связи со схожестью его структуры с мескалином, внесённым в список I контролируемых субстанций в 1970 году.
В Российской Федерации производные мескалина запрещены постановлением № 788 от 9 сентября 2013 года.